# 林穂之香
林 穂之香（はやし ほのか、1998年5月19日 - ）は、京都府宇治市出身の女子サッカー選手。ウィメンズ・スーパーリーグのエヴァートンFC所属。サッカー日本女子代表。登録ポジションはミッドフィールダー（ボランチ）。セレッソ大阪堺レディース（現セレッソ大阪ヤンマーレディース）2期生。

## 経歴
京都府宇治市出身。宇治市立神明小学校→宇治市立西宇治中学校→京都府立久御山高等学校を経て、同志社大学スポーツ健康科学部卒業。清武弘嗣から「めちゃくちゃサッカー上手い」と絶賛されている。
5歳でサッカーを始め、小学校時代は神明J.S.Cスポーツ少年団でプレー。小学校6年次に日本サッカー協会主催の『2009 ナショナルトレセンU-12 関西』に選出されたこともある。
セレッソ大阪堺レディース
2011年、宇治市立西宇治中学校入学時に「将来のなでしこジャパンを夢見て」、Jリーグ所属のセレッソ大阪が立ち上げた現在のセレッソ大阪堺レディースであるセレッソ大阪レディースU-15に所属、実家のある宇治市から大阪にある練習場へ通い、プロコーチの指導を受け、体格の大きい大人選手との試合を重ねることで技術を磨く。その後、セレッソ大阪レディースがなでしこリーグの2部に当たるチャレンジリーグに2013年から参戦することになったため、育成年代のチームながら大人のチームを相手にリーグ戦を闘うこととなる。
2017年、セレッソ大阪堺レディースの主将に抜擢され、以後4年間務めた。チャレンジリーグを闘って2位に入り、なでしこリーグ1部・2部入れ替え戦に挑むチャンスを得る。12月に行われたちふれASエルフェン埼玉との入れ替え戦では2試合4-0で圧勝し、2018年度からのなでしこリーグ1部昇格を決めた。
2019年、なでしこリーグカップ2部決勝でキャプテンシーを発揮しチームメイトを鼓舞、2得点を決めて優勝に貢献した。12月、なでしこジャパンに初招集された。
2020年、在籍10年目を迎えた。脇阪麗奈とダブルボランチを組み、チーム内2位の7得点を記録するなどチームの躍進を支えた。
AIK
2020年12月16日、スウェーデンのダームアルスヴェンスカン・AIKフットボールへの移籍が発表された。
ウェストハム・ユナイテッド
2022年9月8日、AIKを退団し、イングランドのウィメンズ・スーパーリーグ（WSL）、ウェストハム・ユナイテッドと2年契約を結んだことが発表された。
2024年、リーグ戦21試合に出場したが、6月30日、ウェストハムとの契約が満了となり退団が発表された。
エヴァートン
2024年7月24日、WSLのエヴァートンへの加入が発表された。

### 代表
年代別日本女子代表では、トレーニングキャンプへの召集は度々あったものの、公式戦での出場機会に恵まれなかった。
2016年にU-20日本女子代表に召集され、8月12日にメンヒェングラートバッハ（ドイツ）で開催されたU-20ドイツ女子代表とのフレンドリーマッチが初の国際試合出場となった。そして同年12月の2016 FIFA U-20女子ワールドカップ（パプア・ニューギニア）日本代表選手に選出され、グループリーグ初戦のナイジェリア戦で三浦成美に代わって途中出場、第三戦のカナダ戦で先発出場を果たしている。
2017年、U-19日本女子代表に召集され、AFC U-19女子選手権2017にチームの副主将として出場、大会では予選グループのオーストラリア戦で主将を務め、58分に得点を挙げた。さらに準決勝（対 中華人民共和国戦）と決勝（対 朝鮮民主主義人民共和国戦）では長野風花（当時：浦和）とのダブルボランチのコンビを組んでフル出場し、日本の大会優勝に力を尽くした。
2018年、U-20女子ワールドカップ日本代表に選出され、グループステージ初戦のアメリカ戦で、センターサークル付近からロングシュートで決勝点を決めるなど、U-20として初めてのワールドカップ優勝に貢献した。
2023年6月13日、2023 FIFA女子ワールドカップのなでしこジャパンに選出された。同年7月26日、2023 FIFA女子ワールドカップ・グループCの2試合目となるコスタリカ戦で先発、ワールドカップ初出場を果たした。8月11日の準々決勝スウェーデン戦では代表初ゴールを決めたが、同点に追いつくことはできず1-2で敗れ準々決勝敗退が決まった。
2024年6月14日、2024年パリオリンピックに出場するなでしこジャパンメンバーに選出された。

## 個人成績

### クラブ
| クラブ                     | シーズン     | リーグ                   | 背番号 | リーグ戦 | リーグ戦 | カップ戦 | カップ戦 | リーグ杯 | リーグ杯 | UEFA | UEFA | 合計 | 合計 |
| クラブ                     | シーズン     | リーグ                   | 背番号 | 出場     | 得点     | 出場     | 得点     | 出場     | 得点     | 出場 | 得点 | 出場 | 得点 |
| -------------------------- | ------------ | ------------------------ | ------ | -------- | -------- | -------- | -------- | -------- | -------- | ---- | ---- | ---- | ---- |
| セレッソ大阪堺レディース   | 2013         | チャレンジ               | 14     | 5        | 1        | 1        | 0        | —        | —        | —    | —    | 6    | 1    |
| セレッソ大阪堺レディース   | 2014         | チャレンジ               | 7      | 22       | 3        | -        | -        | —        | —        | —    | —    | 22   | 3    |
| セレッソ大阪堺レディース   | 2015         | チャレンジWEST           | 7      | 18       | 8        | -        | -        | —        | —        | —    | —    | 18   | 8    |
| セレッソ大阪堺レディース   | 2016         | なでしこ2部              | 7      | 18       | 3        | 2        | 0        | 8        | 2        | —    | —    | 28   | 5    |
| セレッソ大阪堺レディース   | 2017         | なでしこ2部              | 7      | 18       | 6        | 2        | 0        | 9        | 2        | —    | —    | 29   | 8    |
| セレッソ大阪堺レディース   | 2018         | なでしこ1部              | 10     | 16       | 1        | 2        | 0        | 8        | 0        | —    | —    | 26   | 1    |
| セレッソ大阪堺レディース   | 2019         | なでしこ2部              | 10     | 18       | 4        | 2        | 0        | 9        | 4        | —    | —    | 29   | 8    |
| セレッソ大阪堺レディース   | 2020         | なでしこ1部              | 10     | 18       | 7        | 3        | 1        | —        | —        | —    | —    | 21   | 8    |
| セレッソ大阪堺レディース   | 通算         | 通算                     | 通算   | 133      | 33       | 12       | 1        | 34       | 8        | 0    | 0    | 179  | 42   |
| AIK                        | 2021         | ダームアルスヴェンスカン | 16     | 18       | 4        |          |          | —        | —        | -    | -    | 18   | 4    |
| AIK                        | 2022         | ダームアルスヴェンスカン | 16     | 18       | 3        |          |          | —        | —        | -    | -    | 18   | 3    |
| AIK                        | 通算         | 通算                     | 通算   | 36       | 7        | 0        | 0        | 0        | 0        | 0    | 0    | 36   | 7    |
| ウェストハム・ユナイテッド | 2022-23      | WSL                      | 19     | 21       | 1        | 1        | 0        | 5        | 0        | -    | -    | 27   | 1    |
| ウェストハム・ユナイテッド | 2023-24      | WSL                      | 19     | 21       | 2        | 1        | 0        | 1        | 0        | -    | -    | 23   | 2    |
| ウェストハム・ユナイテッド | 通算         | 通算                     | 通算   | 42       | 3        | 2        | 0        | 6        | 0        | 0    | 0    | 50   | 3    |
| エヴァートン               | 2024-25      | WSL                      | 6      | 21       | 4        | 2        | 0        | 2        | 0        | -    | -    | 25   | 4    |
| 通算                       | 日本         | 日本                     | 1部    | 34       | 8        | 5        | 1        | 8        | 0        | 0    | 0    | 47   | 9    |
| 通算                       | 日本         | 日本                     | 2部    | 81       | 17       | 7        | 0        | 26       | 8        | 0    | 0    | 114  | 25   |
| 通算                       | 日本         | 日本                     | 3部    | 18       | 8        | 0        | 0        | 0        | 0        | 0    | 0    | 18   | 8    |
| 通算                       | スウェーデン | スウェーデン             | 1部    | 36       | 7        | 0        | 0        | 0        | 0        | 0    | 0    | 36   | 7    |
| 通算                       | イングランド | イングランド             | 1部    | 63       | 7        | 4        | 0        | 8        | 0        | 0    | 0    | 75   | 7    |
| 総通算                     | 総通算       | 総通算                   | 総通算 | 232      | 47       | 16       | 1        | 42       | 8        | 0    | 0    | 290  | 56   |

- 日本女子サッカーリーグ
  - 初出場 - 2013年4月7日 チャレンジリーグ 第1節 スフィーダ世田谷FC戦 (駒沢オリンピック公園陸上競技場)[29]
  - 初得点 - 2013年4月21日 チャレンジリーグ 第3節 HOYOスカラブFC戦 (別府実相寺サッカーグラウンド)[29]

- ダームアルスヴェンスカン
  - 初出場 - 2021年4月17日 第1節 ベクショーDFF（英語版）戦 (ヴィスマ・アリーナ（英語版）)[30]
  - 初得点 - 2021年5月2日 第3節 ユールゴーデンIF戦 (ストックホルム・オリンピアスタディオン)[30]

- ウィメンズ・スーパーリーグ
  - 初出場 - 2022年9月18日 第2節 エヴァートン戦 (チグウェル・コンストラクション・スタジアム（英語版）)[30]
  - 初得点 - 2022年10月15日 第4節 アストン・ヴィラ戦 (パウンドランド・ベスコット・スタジアム（英語版）)[30]

### 代表
- 2019年12月11日 - 日本女子代表初出場 -  チャイニーズタイペイ戦 (EAFF E-1サッカー選手権2019)
- 2023年8月11日 - 日本女子代表初得点 -  スウェーデン戦 (2023 FIFA女子ワールドカップ)

#### 主な出場大会
- U-20日本女子代表
  - 2016年 - FIFA U-20女子ワールドカップ パプアニューギニア大会（3位）
  - 2018年 - FIFA U-20女子ワールドカップ フランス大会

- 日本女子代表(なでしこジャパン)
  - 2019年 - EAFF E-1サッカー選手権2019
  - 2021年 - 2020年東京オリンピック
  - 2022年 - 2022 AFC女子アジアカップ
  - 2022年 - EAFF E-1サッカー選手権2022
  - 2023年 - 2023 FIFA女子ワールドカップ
  - 2023年 - パリオリンピック・アジア2次予選
  - 2024年 - 2024年パリオリンピック
  - 2025年 - 2025 シービリーブスカップ

#### 試合数
| 日本代表 | 国際Aマッチ | 国際Aマッチ |
| 年       | 出場        | 得点        |
| -------- | ----------- | ----------- |
| 2019     | 1           | 0           |
| 2021     | 9           | 0           |
| 2022     | 9           | 0           |
| 2023     | 11          | 2           |
| 2024     | 5           | 0           |
| 2025     | 2           | 0           |
| 通算     | 37          | 2           |

2025年2月27日現在

#### 出場試合
| 出場試合一覧 | 出場試合一覧   | 出場試合一覧     | 出場試合一覧                                           | 出場試合一覧         | 出場試合一覧   | 出場試合一覧       | 出場試合一覧                                                  | 出場試合一覧 |
| #            | 開催日         | 開催都市         | スタジアム                                             | 対戦国               | 結果           | 監督               | 大会                                                          | 出典         |
| ------------ | -------------- | ---------------- | ------------------------------------------------------ | -------------------- | -------------- | ------------------ | ------------------------------------------------------------- | ------------ |
| 1.           | 2019年12月11日 | 釜山             | 釜山アジアド主競技場                                   | チャイニーズタイペイ | ○ 9-0          | 高倉麻子           | EAFF E-1サッカー選手権2019                                    | [ 31 ]       |
| 2.           | 2021年4月8日   | 仙台             | ユアテックスタジアム仙台                               | パラグアイ           | ○ 7-0          | 高倉麻子           | 国際親善試合                                                  | [ 32 ]       |
| 3.           | 2021年4月11日  | 東京             | 国立競技場                                             | パナマ               | ○ 7-0          | 高倉麻子           | 国際親善試合                                                  | [ 33 ]       |
| 4.           | 2021年6月10日  | 広島             | エディオンスタジアム広島                               | ウクライナ           | ○ 8-0          | 高倉麻子           | 国際親善試合                                                  | [ 34 ]       |
| 5.           | 2021年6月13日  | 宇都宮           | カンセキスタジアムとちぎ                               | メキシコ             | ○ 5-1          | 高倉麻子           | MS&ADカップ2021                                               | [ 35 ]       |
| 6.           | 2021年7月24日  | 札幌             | 札幌ドーム                                             | イギリス             | ● 0-1          | 高倉麻子           | 2020年東京オリンピック                                        | [ 36 ]       |
| 7.           | 2021年7月27日  | 利府             | 宮城スタジアム                                         | チリ                 | ○ 1-0          | 高倉麻子           | 2020年東京オリンピック                                        | [ 37 ]       |
| 8.           | 2021年7月30日  | さいたま         | 埼玉スタジアム2002                                     | スウェーデン         | ● 1-3          | 高倉麻子           | 2020年東京オリンピック                                        | [ 38 ]       |
| 9.           | 2021年11月25日 | アルメレ         | ヤンマー・スタディオン                                 | アイスランド         | ● 0-2          | 池田太             | 国際親善試合                                                  | [ 39 ]       |
| 10.          | 2021年11月29日 | ハーグ           | カーズ・ジーンズ・スタディオン                         | オランダ             | △ 0-0          | 池田太             | 国際親善試合                                                  | [ 40 ]       |
| 11.          | 2022年1月21日  | プネー           | シュリー・シヴ・チャトラパティ・スポーツコンプレックス | ミャンマー           | ○ 5-0          | 池田太             | 2022 AFC女子アジアカップ                                      | [ 41 ]       |
| 12.          | 2022年1月30日  | ナビムンバイ     | DYパティル・スタジアム                                 | タイ                 | ○ 7-0          | 池田太             | 2022 AFC女子アジアカップ                                      | [ 42 ]       |
| 13.          | 2022年2月3日   | プネー           | シュリー・シヴ・チャトラパティ・スポーツコンプレックス | 中華人民共和国       | ● 2-2 (PK 3-4) | 池田太             | 2022 AFC女子アジアカップ                                      | [ 43 ]       |
| 14.          | 2022年6月24日  | スタラ・パゾヴァ | スポーツ・センターFAS                                  | セルビア             | ○ 5-0          | 池田太             | 国際親善試合                                                  | [ 44 ]       |
| 15.          | 2022年7月19日  | 鹿嶋             | 茨城県立カシマサッカースタジアム                       | 韓国                 | ○ 2-1          | 池田太             | EAFF E-1サッカー選手権2022                                    | [ 45 ]       |
| 16.          | 2022年7月26日  | 鹿嶋             | 茨城県立カシマサッカースタジアム                       | 中華人民共和国       | △ 0-0          | 池田太             | EAFF E-1サッカー選手権2022                                    | [ 46 ]       |
| 17.          | 2022年10月6日  | 神戸             | ノエビアスタジアム神戸                                 | ナイジェリア         | ○ 2-0          | 池田太             | 国際親善試合                                                  | [ 47 ]       |
| 18.          | 2022年10月9日  | 長野             | 長野Uスタジアム                                        | ニュージーランド     | ○ 2-0          | 池田太             | MS&ADカップ2022                                               | [ 48 ]       |
| 19.          | 2022年11月15日 | セビージャ       | エスタディオ・ラ・カルトゥーハ                         | スペイン             | ● 0-1          | 池田太             | 国際親善試合                                                  | [ 49 ]       |
| 20.          | 2023年2月16日  | オーランド       | エクスプロリア・スタジアム                             | ブラジル             | ● 0-1          | 池田太             | 2023 シービリーブスカップ                                     | [ 50 ]       |
| 21.          | 2023年2月22日  | フリスコ         | トヨタ・スタジアム                                     | カナダ               | ○ 3-0          | 池田太             | 2023 シービリーブスカップ                                     | [ 51 ]       |
| 22.          | 2023年7月14日  | 仙台             | ユアテックスタジアム仙台                               | パナマ               | ○ 5-0          | 池田太             | MS&ADカップ2023                                               | [ 52 ]       |
| 23.          | 2023年7月26日  | ダニーデン       | ダニーデン・スタジアム                                 | コスタリカ           | ○ 2-0          | 池田太             | 2023 FIFA女子ワールドカップ                                   | [ 53 ]       |
| 24.          | 2023年7月31日  | ウェリントン     | ウェリントン・リージョナル・スタジアム                 | スペイン             | ○ 4-0          | 池田太             | 2023 FIFA女子ワールドカップ                                   | [ 54 ]       |
| 25.          | 2023年8月11日  | オークランド     | イーデン・パーク                                       | スウェーデン         | ● 1-2          | 池田太             | 2023 FIFA女子ワールドカップ                                   | [ 55 ]       |
| 26.          | 2023年9月23日  | 北九州           | 北九州スタジアム                                       | アルゼンチン         | ○ 8-0          | 池田太             | 国際親善試合                                                  | [ 56 ]       |
| 27.          | 2023年10月26日 | タシュケント     | ロコモティフ・スタジアム                               | インド               | ○ 7-0          | 池田太             | 2024年パリオリンピック・アジア2次予選                         | [ 57 ]       |
| 28.          | 2023年10月29日 | タシュケント     | ロコモティフ・スタジアム                               | ウズベキスタン       | ○ 2-0          | 池田太             | 2024年パリオリンピック・アジア2次予選                         | [ 58 ]       |
| 29.          | 2023年11月1日  | タシュケント     | ロコモティフ・スタジアム                               | ベトナム             | ○ 2-0          | 池田太             | 2024年パリオリンピック・アジア2次予選                         | [ 59 ]       |
| 30.          | 2023年12月3日  | サンパウロ       | エスタジオ・シーセロ・ポンペウ・ヂ・トレド             | ブラジル             | ○ 2-0          | 池田太             | 国際親善試合                                                  | [ 60 ]       |
| 31.          | 2024年4月9日   | コロンバス       | Lower.comフィールド                                    | ブラジル             | ● 1-1 (PK 0-3) | 池田太             | 2024 シービリーブスカップ                                     | [ 61 ]       |
| 32.          | 2024年5月31日  | ムルシア         | エスタディオ・ヌエバ・コンドミーナ                     | ニュージーランド     | ○ 2-0          | 池田太             | 国際親善試合                                                  | [ 62 ]       |
| 33.          | 2024年7月13日  | 金沢             | 金沢ゴーゴーカレースタジアム                           | ガーナ               | ○ 4-0          | 池田太             | MS&ADカップ2024 ～能登半島地震復興支援マッチ がんばろう能登～ | [ 63 ]       |
| 34.          | 2024年7月31日  | ナント           | スタッド・ドゥ・ラ・ボージョワール                     | ナイジェリア         | ○ 3-1          | 池田太             | 2024年パリオリンピック                                        | [ 64 ]       |
| 35.          | 2024年8月3日   | パリ             | パルク・デ・プランス                                   | アメリカ合衆国       | ● 0-1 (延長)   | 池田太             | 2024年パリオリンピック                                        | [ 65 ]       |
| 36.          | 2025年2月23日  | グレンデール     | ステートファーム・スタジアム                           | コロンビア           | ○ 4-1          | ニルス・ニールセン | 2025 シービリーブスカップ                                     | [ 66 ]       |
| 37.          | 2025年2月27日  | サンディエゴ     | スナップドラゴン・スタジアム                           | アメリカ合衆国       | ○ 2-1          | ニルス・ニールセン | 2025 シービリーブスカップ                                     | [ 67 ]       |

#### ゴール
| ゴール一覧 | ゴール一覧     | ゴール一覧   | ゴール一覧               | ゴール一覧   | ゴール一覧 | ゴール一覧 | ゴール一覧                            | ゴール一覧 |
| #          | 開催日         | 開催都市     | スタジアム               | 対戦国       | 結果       | 監督       | 大会                                  | 出典       |
| ---------- | -------------- | ------------ | ------------------------ | ------------ | ---------- | ---------- | ------------------------------------- | ---------- |
| 1.         | 2023年8月11日  | オークランド | イーデン・パーク         | スウェーデン | ● 1-2      | 池田太     | 2023 FIFA女子ワールドカップ           | [ 68 ]     |
| 2.         | 2023年10月26日 | タシュケント | ロコモティフ・スタジアム | インド       | ○ 7-0      | 池田太     | 2024年パリオリンピック・アジア2次予選 | [ 69 ]     |

## タイトル

### クラブ
- セレッソ大阪堺レディース
  - プレナスチャレンジリーグWEST: 1回 (2015)
  - なでしこリーグカップ2部: 2回 (2017、2019)

- セレッソ大阪堺ガールズ
  - 関西女子サッカーリーグ1部：2回（2015, 2016）
  - JFA 全日本U-18女子サッカー選手権大会：2回（2015, 2016）
  - 高円宮妃杯 JFA 全日本U-15女子サッカー選手権大会：1回（2015）

### 代表
- U-20日本女子代表
  - FIFA U-20女子ワールドカップ: 1回 (2018)

- 日本女子代表（なでしこジャパン）
  - EAFF E-1サッカー選手権: 2回 (2019, 2022)
  - シービリーブスカップ: 1回 (2025)